# ملبيغة إكمانية
ملبيغيا إكمانية (الاسم العلمي:Malpighia ekmanii) هي نوع من النباتات يتبع جنس الملبيغيا من الفصيلة الملبيغية.
سمي هذا النوع نسبةً إلى عالم النبات البريطاني أريك ليونارد إكمان.